# Cheiranthera preissiana
Cheiranthera preissiana là một loài thực vật có hoa trong họ Pittosporaceae. Loài này được Putt. mô tả khoa học đầu tiên năm 1845.